# Diocèse de Bouar
 (août 2025).
La mise en forme du texte ne suit pas les recommandations de Wikipédia : il faut le « wikifier ».
Les points d'amélioration suivants sont les cas les plus fréquents. Le détail des points à revoir est peut-être précisé sur la page de discussion.
- Les titres sont pré-formatés par le logiciel. Ils ne sont ni en capitales, ni en gras.
- Le texte ne doit pas être écrit en capitales (les noms de famille non plus), ni en gras, ni en italique, ni en « petit »…
- Le gras n'est utilisé que pour surligner le titre de l'article dans l'introduction, une seule fois.
- L'italique est rarement utilisé : mots en langue étrangère, titres d'œuvres, noms de bateaux, etc.
- Les citations ne sont pas en italique mais en corps de texte normal. Elles sont entourées par des guillemets français : « et ».
- Les listes à puces sont à éviter, des paragraphes rédigés étant largement préférés. Les tableaux sont à réserver à la présentation de données structurées (résultats, etc.).
- Les appels de note de bas de page (petits chiffres en exposant, introduits par l'outil «  Source ») sont à placer entre la fin de phrase et le point final[comme ça].
- Les liens internes (vers d'autres articles de Wikipédia) sont à choisir avec parcimonie. Créez des liens vers des articles approfondissant le sujet. Les termes génériques sans rapport avec le sujet sont à éviter, ainsi que les répétitions de liens vers un même terme.
- Les liens externes sont à placer uniquement dans une section « Liens externes », à la fin de l'article. Ces liens sont à choisir avec parcimonie suivant les règles définies. Si un lien sert de source à l'article, son insertion dans le texte est à faire par les notes de bas de page.
- La présentation des références doit suivre les conventions bibliographiques. Il est recommandé d'utiliser les modèles {{Ouvrage}}, {{Chapitre}}, {{Article}}, {{Lien web}} et/ou {{Bibliographie}}. Le mode d'édition visuel peut mettre en forme automatiquement les références.
- Insérer une infobox (cadre d'informations à droite) n'est pas obligatoire pour parachever la mise en page.

Pour une aide détaillée, merci de consulter Aide:Wikification.
Si vous pensez que ces points ont été résolus, vous pouvez retirer ce bandeau et améliorer la mise en forme d'un autre article.
 (août 2025).
Le diocèse de Bouar  (Dioecesis Buarensis) est une juridiction de l'Église catholique en République centrafricaine créée en 1978 et dont le siège est à Bouar. 

## Historique
Le diocèse de Bouar est créé le 27 février 1978, par détachement du diocèse de Berbérati. 
En août 2013, ses villageois sont victimes de nombreux massacres par les rebelles de la Seleka.
En 2021, un prêtre en service dans le diocèse est gravement blessé dans un accident de voiture suite à l'explosion d'une mine

## Territoire
Le diocèse de Bouar compte, en 2022, 13 paroisses réparties sur le territoire de la Nana-Mambéré et une partie de la Ouham-Pendé. Le siège du diocèse se trouve en la Cathédrale Sainte-Marie Mère de l'Église. 
En Nana-Mambéré, il compte 6 paroisses, dont 3 à Bouar : Marie Mère de l'Église (Cathédrale), Notre Dame de Fatima et Wantiguera, ainsi qu'à Baoro, Baboua et Niem.
En Ouham-Pendé, il s'étend à 6 paroisses : Bozoum, Bossemptélé, Bocaranga, Bohong, Ndim et Ngaoundaye.

## Liste des évêques
- 27 février 1978 - 2 décembre 2017 : Armando Gianni (Armando Umberto Gianni), OFM. Cap[4]
- depuis le 2 décembre 2017: Mirosław Gucwa[5]